# كارين مارشال
كارين مارشال (بالإنجليزية: Karyn Marshall)‏ هي رباعة أمريكية، ولدت في 2 أبريل 1956 في ميامي في الولايات المتحدة.